# SV Seekirchen 1945

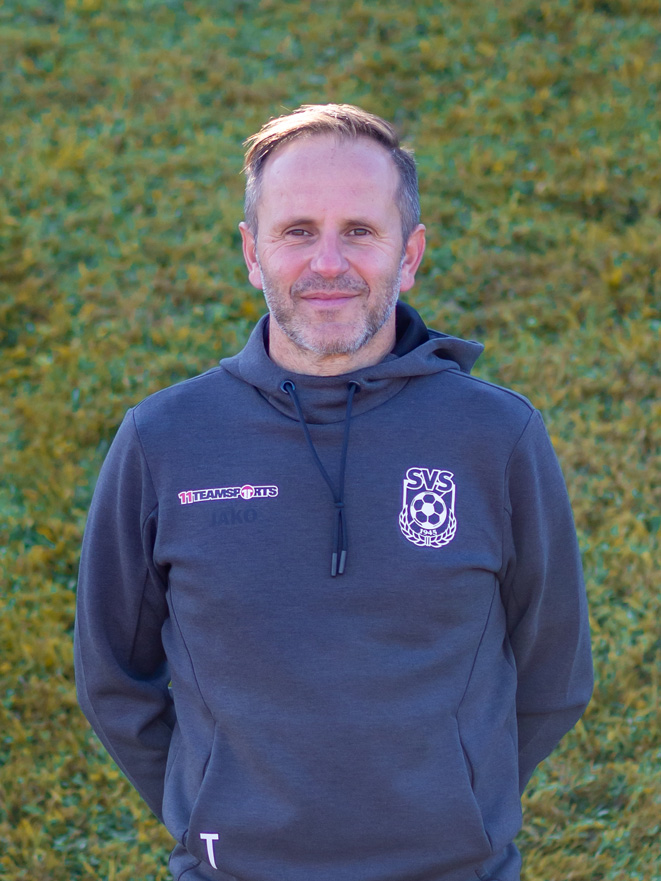
Aktueller Cheftrainer der ersten Mannschaft – Mario Lapkalo

Der SV Seekirchen 1945 ist ein Fußballverein aus der Gemeinde Seekirchen am Wallersee im Bundesland Salzburg in Österreich. Der Verein spielt derzeit in der dritt höchsten österreichischen Liga, der Regionalliga West

## Geschichte
Der Sportverein wurde 1945 als Union Seekirchen durch Obmann Rupert Moser, Sektionsleiter Franz Retz sowie durch Vinzenz Wallner, die Gebrüder Friedl und Lorenz Pommer  gegründet und spielt derzeit in der vierthöchsten Spielklasse im österreichischen Fußball, der Salzburger Liga. Die Vereinsfarben wurden bei der Gründung mit Rot-Weiß festgelegt.
Der Einstieg in die Meisterschaft erfolgte im Herbst 1946. Aufgrund der Nachkriegswirren musste der Spielbetrieb während der Saison 1949/50 kurzfristig eingestellt werden, doch nach Wiederaufnahme des Spielbetriebs wurde 1951 auch die erste Jugendmannschaft aufgestellt.
Den ersten Erfolg verbuchte der SV Seekirchen 1945 mit dem Gewinn des Meistertitels der 1. Klasse Nord in der Saison 1960/61.  In den 1970er und 1980er Jahren pendelte der Verein zwischen der 1. Landesliga und der 2. Landesliga Nord, bevor man sich mit dem neuerlichen Aufstieg in die 1. Landesliga im Jahr 1993 endgültig in den oberen Ligen des Bundeslandes festsetzen konnte. Mit dem Meistertitel der Landesliga 1997 stieg der SVS 1945 erstmals in die Regionalliga West auf. Nachdem der Verein aus dem Flachgau gleich im ersten Jahr wieder aus der Liga abstieg, feierten die Seekirchener bereits in der Folgesaison den Wiederaufstieg in die dritthöchste Spielklasse. Nach dem neuerlichen Abstieg verbrachte der SV Seekirchen die Saison 2000/01 wieder in der Landesliga, die im Jahr 2002 erneut gewonnen werden konnte. In den Jahren von 2003 bis 2006 konnten sich die Seekirchener im unteren Tabellendrittel der Regionalliga West festsetzen, hatten mit dem Abstieg jedoch nichts zu tun. In der  Saison 2008/09 sicherten die Flachgauer am drittletzten Spieltag den Verbleib in der Regionalliga West.
In den 1990er Jahren brachte der Verein mehrere junge Nachwuchsspieler hervor, die später in der österreichischen und deutschen Bundesliga spielten bzw. noch immer spielen. Die Seekirchner Robert und Andreas Ibertsberger sowie Thomas Winklhofer schafften den Sprung in die österreichische Nationalmannschaft. Winklhofer gehörte auch zur Mannschaft des SV Austria Salzburg, die 1994 den Einzug in das UEFA-Cup-Finale erreichte.

## Erfolge
- Meister Regionalliga Salzburg 2022
- Meister 1. Landesliga: 1997, 1999, 2002
- Meister 2. Landesliga Nord: 1993
- Teilnahme an der Regionalliga West: 1997/98, 1999/2000, 2002/03, 2003/04, 2004/05, 2005/06, 2006/07, 2007/08, 2008/09, 2009/10, 2010/11, 2011/12, 2012/2013, 2013/2014, 2014/2015, 2015/16, 2016/17, 2017/18, 2018/19, 2019/20, 2020/21

## Bekannte Spieler
- Robert Ibertsberger (Austria Salzburg, AC Venezia, Sturm Graz, FC Tirol Innsbruck)
- Andreas Ibertsberger (Austria Salzburg, SC Freiburg, TSG 1899 Hoffenheim)
- Herbert Laux (Austria Salzburg, SV Ried, Vorwärts Steyr)
- Manfred Pamminger (Austria Salzburg, SC Austria Lustenau, ASKÖ Pasching)
- Thomas Winklhofer (Austria Salzburg, FC Swarovski Tirol, WSG Swarovski Wattens)
- Heimo Pfeifenberger (Austria Salzburg, Werder Bremen, SK Rapid Wien)
- Markus Scharrer (Austria Salzburg, FC Tirol, LASK Linz)